# Naturschutzgebiet Duvenstedter Brook

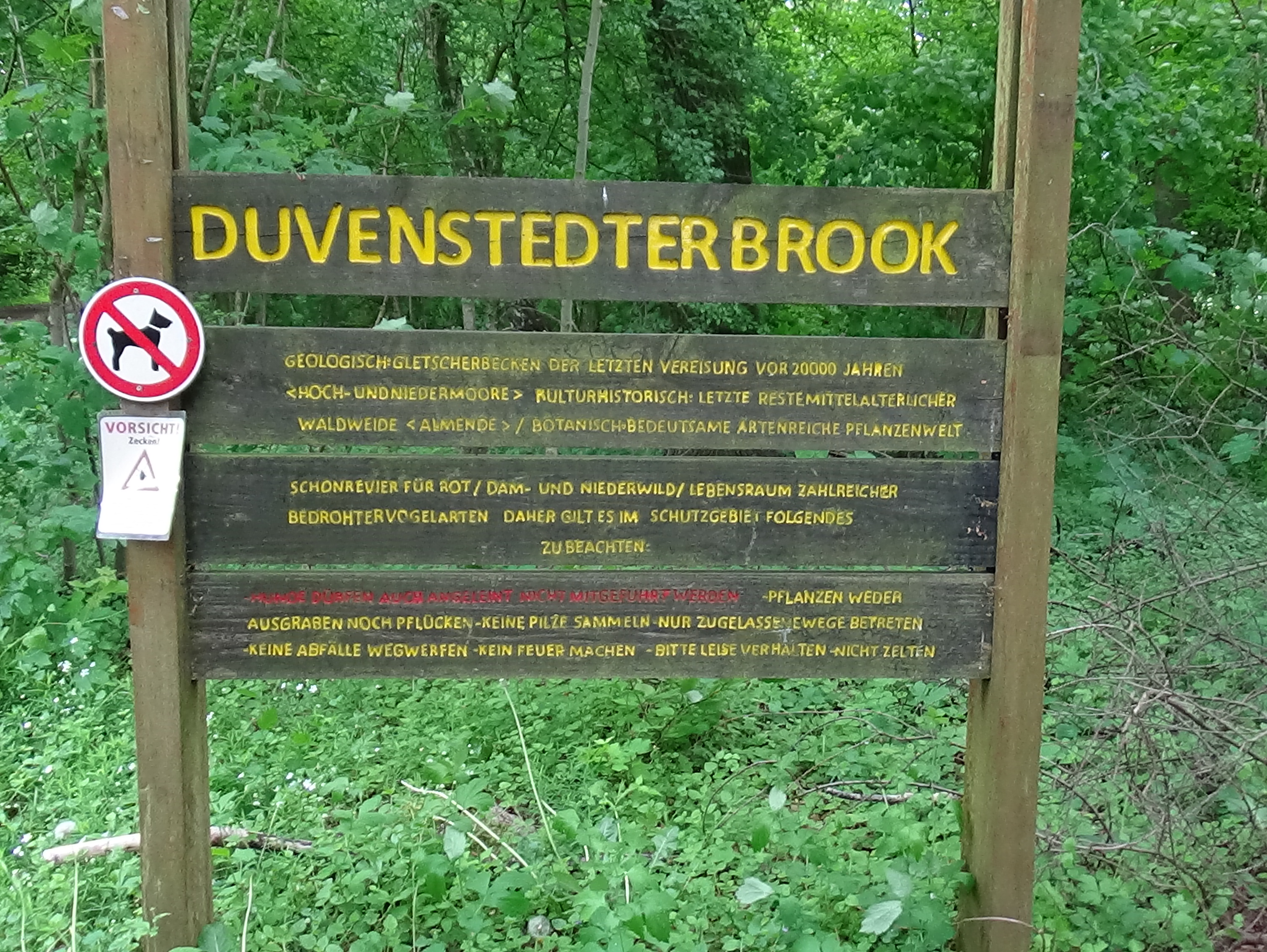
Informationsschild am Eingang zum Waldgebiet des Duvenstedter Brook

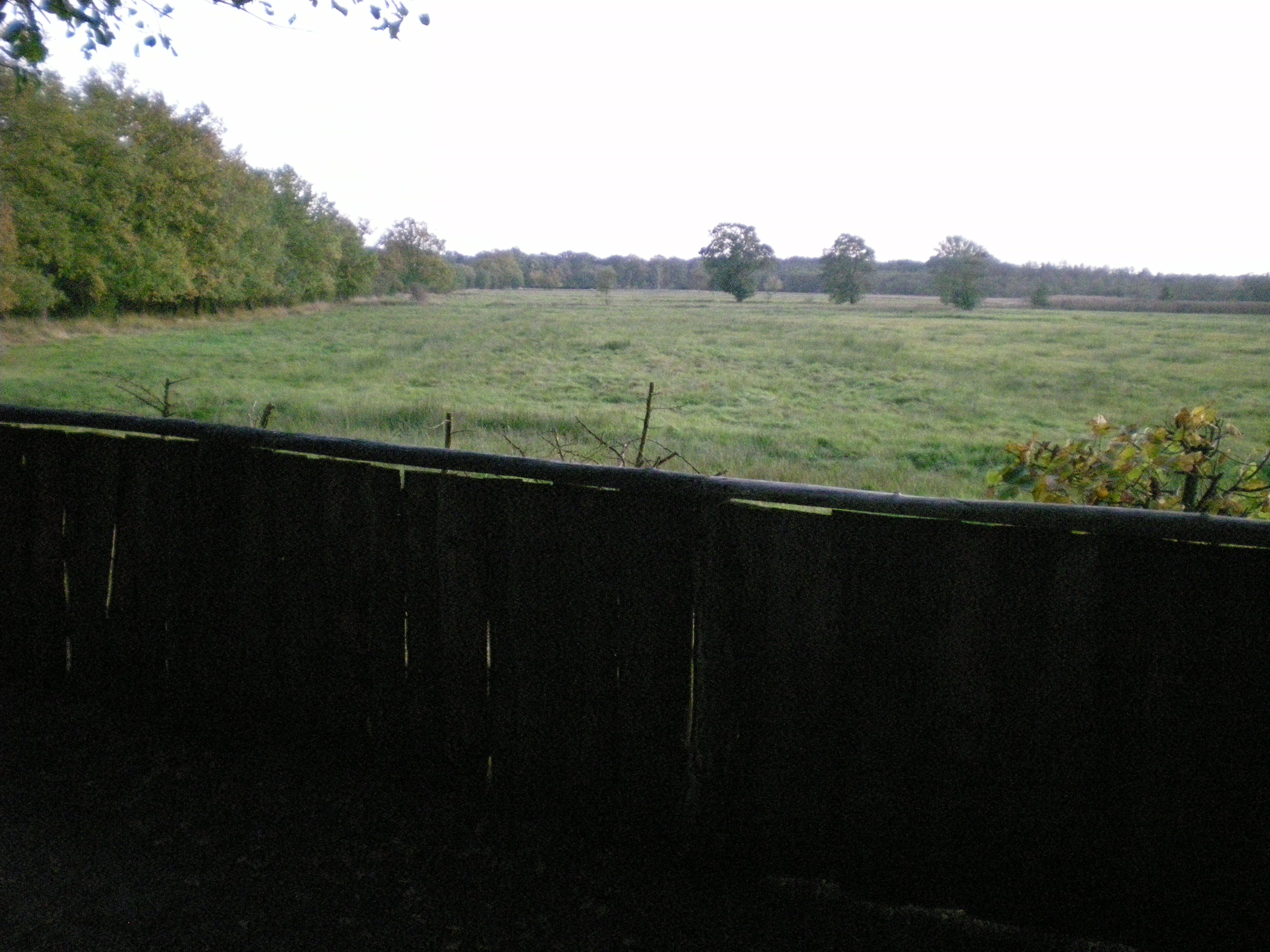
Beobachtungsstand im Duvenstedter Brook

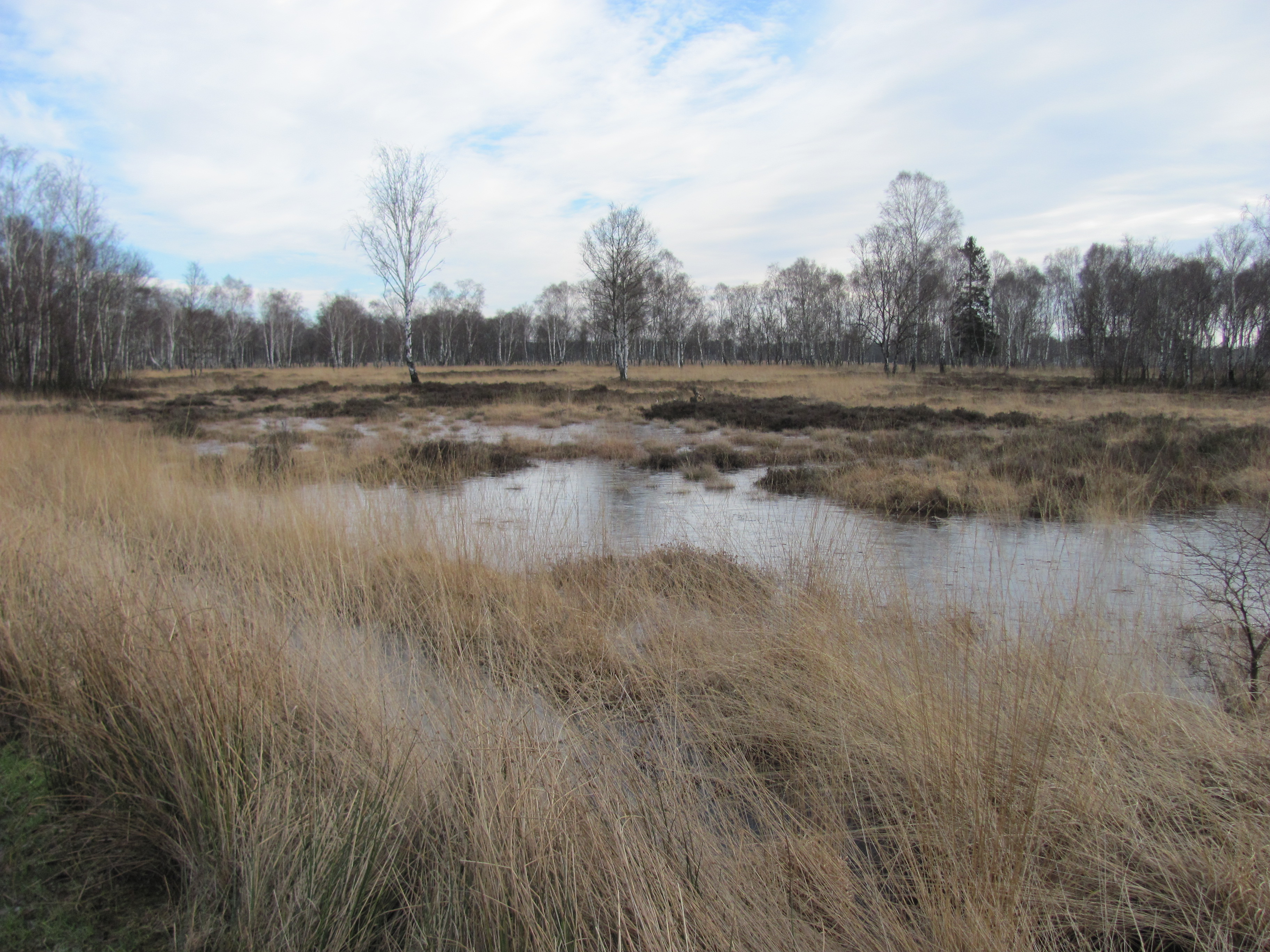
Moorflächen

Das Naturschutzgebiet Duvenstedter Brook liegt im äußersten Nordosten Hamburgs, allerdings nicht im Stadtteil Duvenstedt, sondern im benachbarten Wohldorf-Ohlstedt und ist deckungsgleich mit dem gleichnamigen FFH-Gebiet und dem gleichnamigen EU-Vogelschutzgebiet. Das niederdeutsche Brook bedeutet „Bruchwald“.
Auf einer Fläche von 785 Hektar wurde der Duvenstedter Brook 1958, das Mittelstück schon 1939, unter Schutz gestellt. Heute bildet es zusammen mit den Naturschutzgebieten Wohldorfer Wald, Ammersbek-Niederung und dem Hansdorfer Brook in der Gemeinde Jersbek, Kreis Stormarn einen Komplex von deutschlandweiter Bedeutung mit der – nach Öffnung eines Rotwildgatters nach dem Zweiten Weltkrieg – größten Hirschpopulation Deutschlands.

## Naturschutz, Flora und Fauna
In den späten 1970er Jahren begann man mit einer Wiedervernässung der Moorflächen, und schon 1980 brüteten dort die ersten Kraniche. Seither findet jedes Frühjahr eine ehrenamtliche Kranichwache statt. Seit 1987 befindet sich im Duvenstedter Brook auch eine Kolonie bodenbrütender Graureiher. Eine herbstliche Besucherattraktion ist im September die Brunft der Rothirsche. Im Oktober/November folgt die Brunft des Damwildes. Für eine die Tiere nicht störende Beobachtung sind besondere Sichtblenden eingerichtet.
An weiteren Tierarten sind unter anderem Moor- und Laubfrosch, Dachs und Marderhund, Waldschnepfe und Bekassine, Krick- und Schellente sowie Rohrweihe vertreten, Hasen und Wildschweine sowieso. Wespenbussard und Kranich sind hier Brutvögel, und als Gäste sieht man zudem Seeadler, Fischadler und Schwarzstorch.
In den Zugzeiten ist das Gebiet Zwischenstation, beispielsweise für Graugänse und Kraniche. Insgesamt nutzen laut Angaben des NABU rund 100 verschiedene Vogelarten den Brook als Brutplatz.
Zu den über 600 verschiedenen Pflanzenarten im Brook gehören unter anderem Sonnentau, Orchideen wie Geflecktes Knabenkraut und Zweiblättrige Waldhyazinthe sowie ein kleiner Bestand von Schachblumen zu den Rote-Liste-Arten. Auffällig sind auch reich blühende Bestände von Wasserhahnenfuß und Wasserfeder in den Tümpeln.

## Geologie
Der Duvenstedter Brook entstand während der Weichsel-Eiszeit durch einen Eisstausee, in dem sich Schluffe und Feinsande ablagerten, die sich teilweise mit  Geschiebelehm oder -mergel abwechseln. Später entstand ein Abfluss über die Ammersbek ins Alstertal.

## Geschichte
Der Brook wurde mehrere Jahrhunderte von den Bauern der Dörfer Duvenstedt und Lemsahl-Mellingstedt als Viehweide und zum Torfstich genutzt. Ende des 17. Jahrhunderts erlangte das Kanzleigut Tangstedt die wirtschaftlichen Nutzungsrechte, die bis 1887 abgelöst wurden. Der Brook war in dieser Zeit bevorzugtes Jagdgebiet der Wellingsbütteler Gutsbesitzerfamilie Jauch, die es zu ihren Flächen dazupachtete. Dort setzten sie regelmäßig Fasane aus, um das Phaesent shooting zu pflegen, wie es seit Beginn der Viktorianischen Epoche einer der gesellschaftlichen Fixpunkte der landed gentry war. Hamburg kaufte 1925 große Teile des Brooks, der damals noch im Kreis Stormarn lag. Der Rest gelangte mit dem Groß-Hamburg-Gesetz 1937 an die Hansestadt. Im Dritten Reich ließ der Hamburger Gauleiter Karl Kaufmann 250 Hektar für aus der Rominter Heide kommende Rothirsche eingattern, die er bejagte. Nachdem die Engländer nach dem Krieg das Gatter niederlegten, hat sich hieraus ein Bestand mit den stärksten Rothirschen Deutschlands entwickelt.